# Свамі Вівекананда

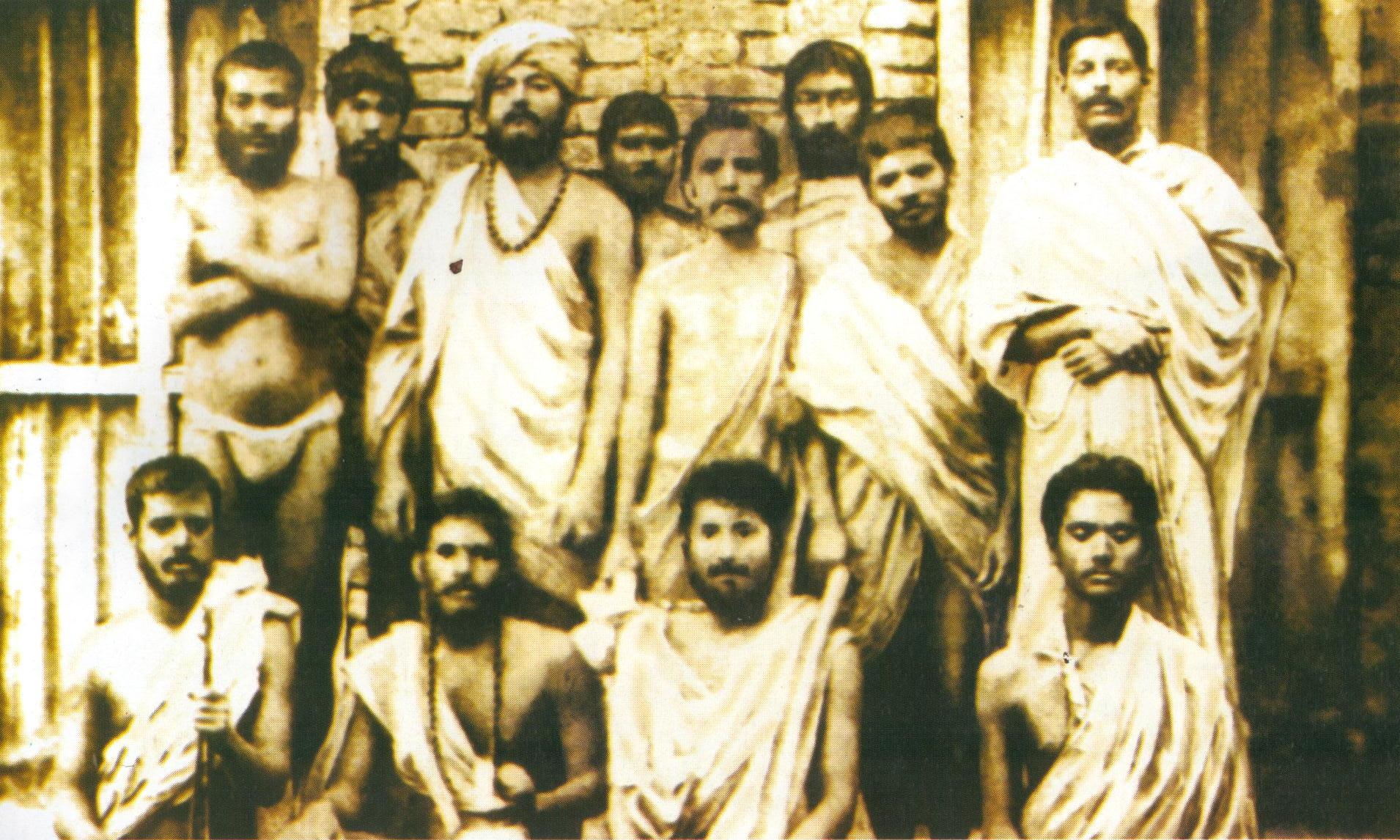
Свамі Вівекананда та інші учні Рамакрішни (1887, Баранагар, Калькутта)

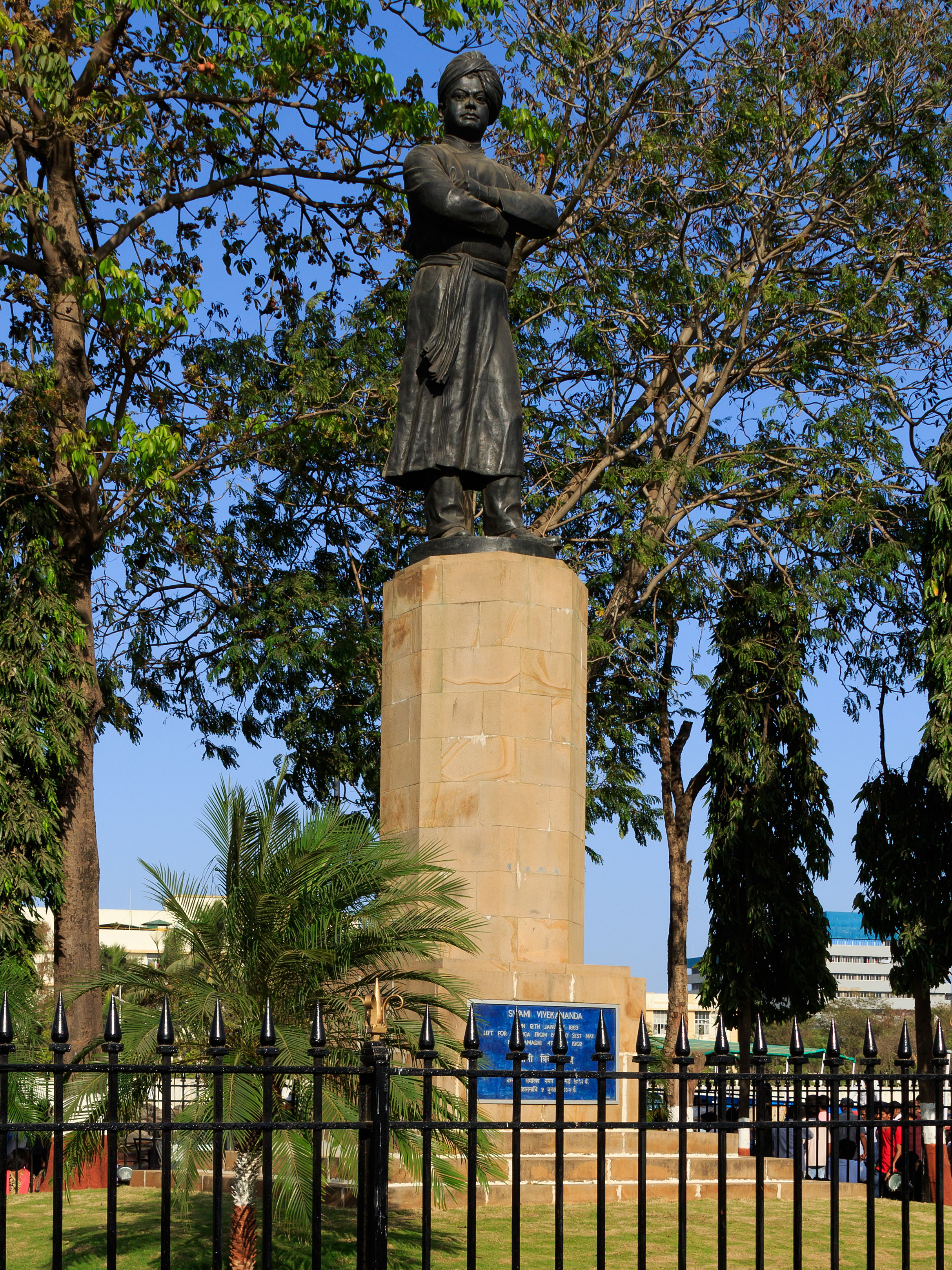
Пам'ятник Свамі Вівекананді біля Воріт Індії (Мумбаї)

Сва́мі Вівекананда (бенг. স্বামী বিবেকানন্দ, трансліт. স্বামী বিবেকানন্দ, гінді स्वामी विवेकानन्द, трансліт. स्वामी विवेकानन्द; справжнє ім'я — Нарендра Натх Датта; 12 січня 1863, Калькутта, Індія — 4 липня 1902, Белурський монастир біля Калькутти, Індія) — індійський філософ, громадський діяч, учень Рамакрішни. Він зміг пояснити багато ключових ідей Веданти з позицій західної філософії.

## Біографічні відомості

### Дитинство та ранні роки
Нарендра Натх[а] Датта народився 12 січня 1863 року в Калькутті, яка тоді була столицею Британської Індії. Його батько, Вішванатх[б] Датта, був юристом і працював у Високому суді Калькутти, часто допомагав бідним. Матір Нарендра Натхи, Бхуванешварі Деві, була дуже релігійною, що вплинуло і на її сина. 1877 року сім'я переїхала до Райпура, але вже через два роки вони повернулися до Калькутти. 1879 року Нарендра Натх поступив до Президентського коледжу (англ. Presidency College), а згодом перейшов до Шотландського церковного коледжу (англ. Scottish Church College). Саме під час навчання там у нього виявилася цікавість до філософії. Нарендра Натх читав праці Оґюста Конта, Джона Стюарта Мілля та Герберта Спенсера. Під впливом цих вчень він захотів дізнатися чи можуть Бог та релігія стати частиною досвіду й бути усвідомленими, почав шукати того, хто бачив Бога.

### Рамакрішна: знайомство та навчання
У листопаді 1881 року він вперше зустрівся з Рамакрішною. Потім він часто відвідував його, але не визнавав себе учнем святого. 1884 року помер батько й Нарендра став годувальником сім'ї. Складні сімейні обставини та невдачі посилили бажання Нарендра стати саньясі[в]. Після смерті Рамакрішни 1886 року, Нарендра Натх очолив перший чернечий орден Рамакрішни. У січні 1887 року він та інші вісім учнів дали формальні чернечі клятви. Тоді ж Нарендра Натх взяв собі ім'я Свамі Бібідішананда.

### Мандри Індією
1888 року Свамі став мандрівним монахом.

### Перша подорож на Захід
31 травня 1893 вирушив із Бомбею до Чикаго, взявши собі ім'я Вівекананда.
По дорозі Вівекананда відвідав Японію. Там він побував у Наґасакі, Кобе, Йокогамі, а також в Осаці, Кіото та Токіо.
В Америці Вівекананда виступив на Чиказькому парламенті релігій, а після того два роки подорожував і читав лекції. Двічі побував в Англії (1895 та 1896), також у Німеччині. 16 грудня 1896 він вирушив назад до Індії, дорогою побувавши у Франції та Італії.
15 січня 1897 повернувся до Індії, а вже 1 травня 1897 заснував «Місію Рамакрішни».

### Друга подорож на Захід
У червні 1899 знову вирушив на захід — спершу він побував в Англії, а потім поїхав до США. Там він заснував «Товариства Веданти» (Сан-Франциско та Нью-Йорк). У 1900 побував на Конгресі релігій у Парижі.

### Повернення до Індії
24 жовтня 1900 Вівекананда поїхав до Індії, і прибув до Белурського монастиря 9 грудня 1900.
Вівекананда помер 4 липня 1902. Його тіло було піддане кремації на березі річки Ганг біля Белура. Рамакрішну, його вчителя, було кремовано шістнадцять років тому на протилежному боці річки.

## Вчення та праці
Ще за життя філософа були опубліковані деякі його праці. Серед них:
- «Карма-йога» (1896)
- «Раджа-йога» (1896)
- «Лекції від Коломбо до Алмори» (1897)
- «Філософія Веданти: лекції про джняна-йога» (1902)

Посмертно було опубліковано «Бхакті-йога», «Схід та Захід», «Практична Венданта» та інші.

## Виноски
1. 1 2 3  Bibliothèque nationale de France BNF: платформа відкритих даних — 2011.
2. 1 2  SNAC — 2010.
3. ↑  Swami Vivekananda: The Living Vedanta — Penguin India, 2006. — ISBN 978-0-14-306209-7
4. 1 2 3 4 5 6  Swami Vivekananda : Life and Teachings
5. ↑  Вікіпедія мовою гінді — 2003.
6. ↑  Swartz A. Devdutt Pattanaik: Dayanand & Vivekanand — 2007.
7. 1 2  Чеська національна авторитетна база даних
8. ↑  Encyclopædia Britannica
9. ↑  Internet Archive — 1996.
10. 1 2 3  Sen, 2006, с. 11.
11. ↑  Sen, 2006, с. 12.
12. ↑  Sen, 2006, с. 13.
13. ↑  Towards the end (англ.) . http://www.ramakrishnavivekananda.info. Архів оригіналу за 22 липня 2013. Процитовано 23 липня 2012. {{cite web}}: Зовнішнє посилання в |publisher= (довідка)
14. ↑  Роллан, 1991, с. 249.
15. ↑  Саньясі. Філософський словник (рос.) . www.mirslovarei.com. Архів оригіналу за 22 липня 2013. Процитовано 23 липня 2012.